# Brahui
Los brahuis (براہوئی; también brahvis) son un pueblo del oeste de Pakistán, que habitan la región montañosa del centro de la provincia de Baluchistán, y en mucho menor número en el sur de las provincias de Kandahar y Helmand, en Afganistán. De tradición y costumbres muy similares a los baluchis, por los cuales están rodeados en todas direcciones, se diferencian especialmente por un aspecto racial más similar a las poblaciones del sur de la India que a la de sus vecinos —con la piel más oscura— y especialmente por hablar el idioma brahui; el cual, a diferencia de la totalidad de los pueblos de Pakistán y del Afganistán meridional, es una lengua drávida. De hecho, son la única población dravídica fuera de la India, Sri Lanka y Maldivas, y están separados del resto de las poblaciones más cercanas de este grupo lingüístico por más de 1500 kilómetros.
Se trata de una población musulmana organizada en tribus y clanes, dedicada al pastoreo y la agricultura; su presencia a ambos lados del paso de Bolán, puerta de entrada tradicional del subcontinente indio desde Irán y Asia Central divide a los baluchis en dos poblaciones separadas: los sulaimaníes de las cercanías del río Indo y los makrani de las costas del mar Arábigo y la frontera con Irán.

## Orígenes
El autoetnónimo "Brahui" es un término dravidiano muy antiguo.
Existen tres hipótesis tendientes a explicar la peculiaridad de esta población de lengua drávida en los bordes de la meseta irania: la más generalizada supone que se trata de un pueblo que ha permanecido en el lugar desde el comienzo de las invasiones indoeuropeas a partir de la mitad del segundo milenio A.C.; esta teoría supone que la totalidad de los pueblos de la península india y del actual Pakistán eran necesariamente drávidas. Una segunda teoría los supone emigrados desde la India meridional hacia el norte durante el período musulmán, en los siglos XIII o XVI de nuestra era. Una tercera teoría, apoyada en la ausencia total de influencia de lenguas iraníes en la lengua de los brahui, sostiene que se trata de un pueblo inmigrado desde el centro de la India algún tiempo después del año 1000.
Las primeras menciones de pueblos identificables con el actual pueblo brahui parecen ser del siglo XIII, cuando una dinastía hindú de la ciudad de Kalat fue desplazada por un pueblo de piel más oscura; tras su desaparición de la historia durante la invasión mongólica en el siglo XIII reaparecieron posteriormente en la misma zona.

## Lengua
El idioma brahui es una lengua dravidiana. Debido a su aislamiento, el vocabulario del brahui es sólo en un 15% de raíz dravidiana. Además de su base lingüística y gramática dravídica, las principales contribuciones al idioma brahui son el baluchi, el sindhi, el persa y el pashtún.
El brahui se habla principalmente en torno a las ciudad de Kalat y en el sur de Afganistán, además de un número no determinado de emigrantes en la provincia iraní de Sistán y Baluchistán, en Turkmenistán y en los estados del Golfo Pérsico. Posee tres dialectos: el sarawani en el norte, el jhalawani en el sudeste y el chaghi o brahui de Kalat en el oeste. Se escribe generalmente con el alfabeto árabe, aunque también se ha desarrollado el uso del alfabeto latino.

## Genética
Las poblaciones brahui muestra una variedad de haplogrupos del cromosoma Y, principalmente del R1a —asociado a las migraciones indoiranias y ampliamente distribuido en el centro y sur de Asia— y J, este último asociado generalmente con poblaciones del medio oriente próximo. Con menor incidencia, se ha encontrado los haplogrupos L, asociado a poblaciones de medio oriente y sur de Asia, G, asociado con poblaciones de medio oriente, especialmente del Cáucaso, N, asociado a poblaciones del norte de Europa y de Siberia, y E-V38, asociado a poblaciones del oeste de África.